# Stenocolus scutellaris
Stenocolus scutellaris är en skalbaggsart som beskrevs av Leconte 1853. Stenocolus scutellaris ingår i släktet Stenocolus och familjen Eulichadidae. Inga underarter finns listade i Catalogue of Life.